# Masato Kato
Masato Kato (加藤正人 Katō Masato) (născut 28 martie 1963) este un producător și un scenarist de jocuri video japonez. A lucrat pentru prima oară pentru Tecmo la Captain Tsubasa și la seria Ninja Gaiden. S-a dus să lucreze pentru Gainax, iar apoi pentru Square Co.. Este cel mai bine cunoscut pentru scrierea unor părți ale jocului Chrono Trigger (unde a scris în profunzime despre povestea principală, și a scris de la un capăt la altul desre era 12,000 B.C.), Radical Dreamers, Xenogears și Chrono Cross, toate de la Square Co., Ltd..
Kato a plecat de la Square Co., Ltd. (acum Square Enix Co., Ltd.) în 2002, aproape imediat după lansarea jocului Final Fantasy XI și a continuat să lucreze în industria jocurilor video ca un scenarist independent. In octombrie al anului 2005, s-a anunțat că colaborează cu Square Enix la echipa Children of Mana. A lucrat și la jocurile World of Mana.
În 2005, Masato Kato a colaborat cu Yasunori Mitsuda, prieten apropiat și compozitor cunoscut, la scrierea unei nuvele numită Cele cinci anotimpuri kiRite, pe care Mitsuda a acompaniat-o cu muzică de pe albumul său, kiRite. Povestea și sunetul au fost apoi dramatizate.

## Lucrări atribuite
Masato Kato has a lucrat la următoarele jocuri și povești:
- Captain Tsubasa (1988): animație sprite
- Ninja Gaiden (1988): fotografie
- Ninja Gaiden II: The Dark Sword of Chaos (1990): regie, script, fotografie
- Ninja Gaiden III: The Ancient Ship of Doom (1991): regie acțiune
- Fushigi no Umi no Nadia (1992): regizor asistant, planificare, script, grafică[4]
- Princess Maker 2 (1993): planificare, script, grafică
- Chrono Trigger (1995): planificare poveste, script
- Radical Dreamers -Nusumenai Hōseki- (1996): regie, scenariu și script
- Final Fantasy VII (1997): planificare evenimente, versuri
- Chrono Trigger (PlayStation) (1999): supraveghere
- Chrono Cross (1999): regie, scenariu și script, planiicator evenimente, storyboard FMV
- Final Fantasy XI (2002): poveste, versuri
- Baten Kaitos: Eternal Wings and the Lost Ocean (2003): scenariu
- Five Seasons of kiRite (short story) (2005): poveste
- Children of Mana (2006): scenariu
- Deep Labyrinth (2006): scenariu
- Dawn of Mana (2006): scenariu
- Heroes of Mana (2007): scenariu